# Hubošovce
Hubošovce (bis 1948 slowakisch „Gombošovce“; ungarisch Gombosszentgyörgy – bis 1902 Gombosfalu) ist eine Gemeinde im Osten der Slowakei mit 535 Einwohnern (Stand 31. Dezember 2024). Sie gehört zum Okres Sabinov, einem Kreis des Prešovský kraj, sowie zur traditionellen Landschaft Šariš.

## Geographie
Die Gemeinde befindet sich im nordöstlichen Teil des Berglands Spišsko-šarišské medzihorie im Tal des Baches Dzikov im Einzugsgebiet der Torysa. Das Ortszentrum liegt auf einer Höhe von 355 m n.m. und ist 12 Kilometer von Sabinov sowie 13 Kilometer von Prešov entfernt.
Ebenfalls ein Teil der Gemeinde ist die ehemalige Gemeinde Svätý Jur (auch Svätý Ďur, ungarisch Szentgyörgy, zum ersten Mal 1307 als Sanctus Georgius erwähnt) südlich des Hauptortes.
Nachbargemeinden sind Ratvaj im Norden, Terňa im Osten, Gregorovce im Süden, Uzovce im Westen und Bodovce im Nordwesten.

## Geschichte

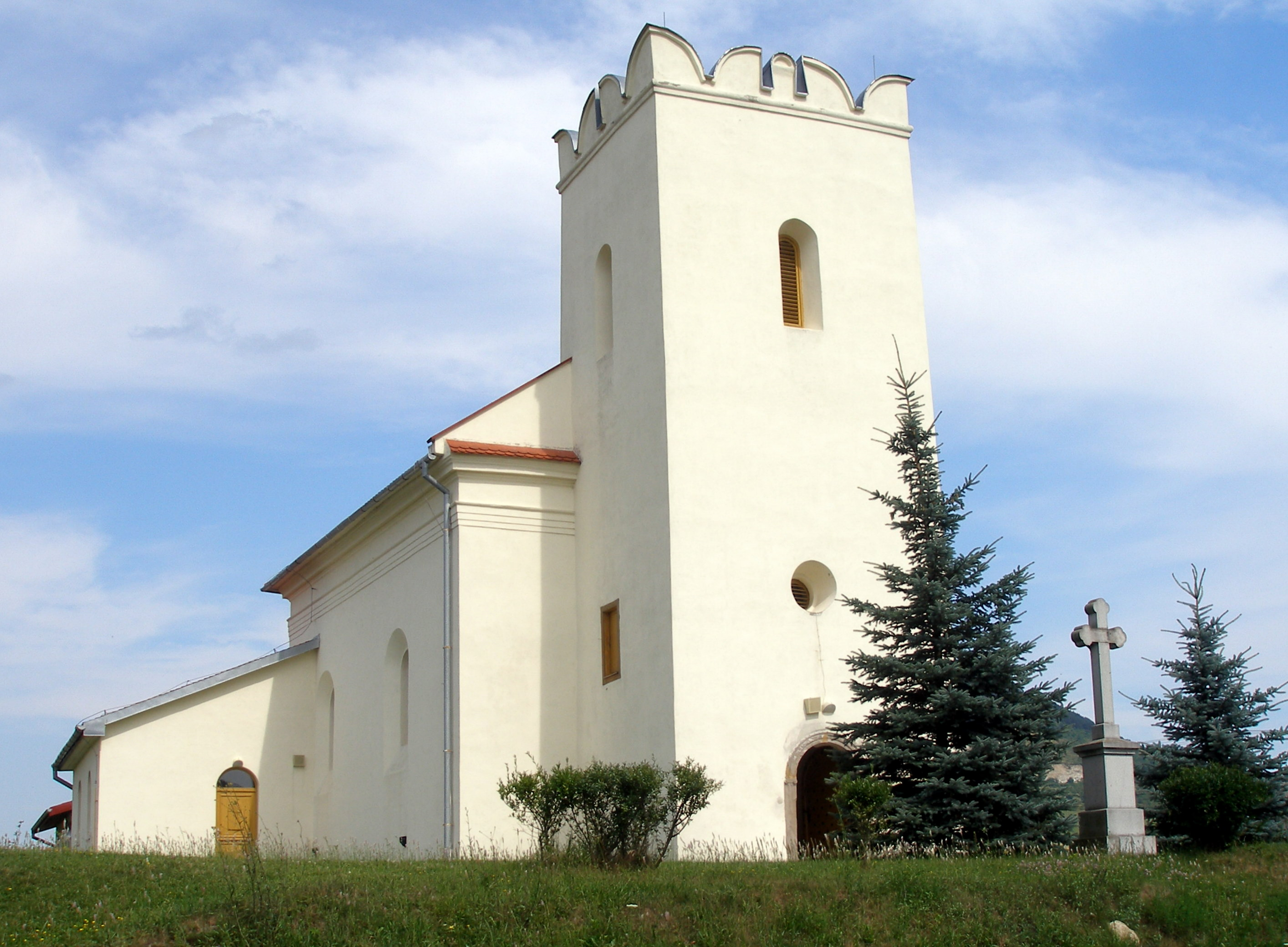
Kirche in Svätý Jur

Der Ort wurde zum ersten Mal 1409 als Kysfalu schriftlich erwähnt und war Besitz des Geschlechts Tekule. 1427 wurden in einem Steuerverzeichnis 18 Porta verzeichnet. Etwa zu gleicher Zeit ließen sich Mitglieder der Familie Gombos im Ort nieder, die bis zum 19. Jahrhundert mit kürzeren Unterbrechungen Gutsherren waren und nach denen der Ort Gombosfalu (1435) benannt wurde. 1787 hatte die Ortschaft 39 Häuser und 367 Einwohner, 1828 zählte man 47 Häuser und 398 Einwohner
Bis 1918 gehörte der im Komitat Sáros liegende Ort zum Königreich Ungarn und kam danach zur Tschechoslowakei beziehungsweise heute Slowakei. In der ersten tschechoslowakischen Republik war Landwirtschaft die Haupteinnahmequelle der Bevölkerung.

## Bevölkerung
| Jahr                | 1994 | 2004    | 2014     | 2024    |
| ------------------- | ---- | ------- | -------- | ------- |
| Anzahl der Personen | 409  | 421     | 512      | 535     |
| Unterschied         |      | +2,93 % | +21,61 % | +4,49 % |

| Jahr                | 2023 | 2024    |
| ------------------- | ---- | ------- |
| Anzahl der Personen | 523  | 535     |
| Unterschied         |      | +2,29 % |

Nach der Volkszählung 2011 wohnten in Hubošovce 459 Einwohner, davon 446 Slowaken und zwei Tschechen. 11 Einwohner machten keine Angabe zur Ethnie.
432 Einwohner bekannten sich zur römisch-katholischen Kirche und sechs Einwohner zur griechisch-katholischen Kirche. Sieben Einwohner waren konfessionslos und bei 14 Einwohnern wurde die Konfession nicht ermittelt.

## Bauwerke und Denkmäler

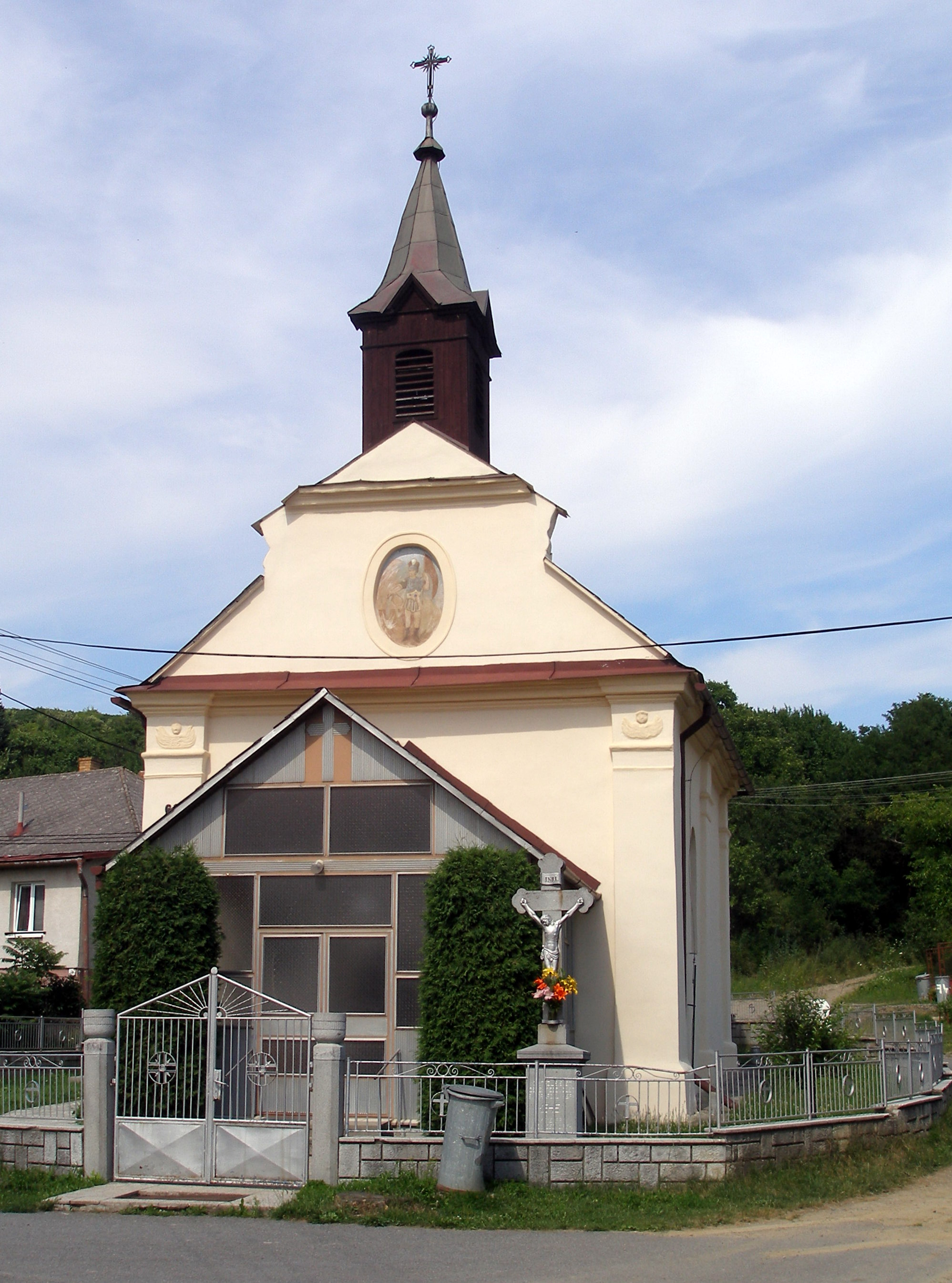
Kirche in Hubošovce

- römisch-katholische Kirche Jungfrau Maria im Barockstil aus dem Jahr 1700
- römisch-katholische Georgskirche in Svätý Jur, ursprünglich im gotischen Stil ausgeführt, im Jahr 1763 barockisiert
- Landsitz aus dem frühen 17. Jahrhundert, ursprünglich im Renaissancestil, im 18. Jahrhundert umgebaut, seit 1945 ist dort die örtliche Grundschule ansässig
- Landsitz im klassizistischen Stil aus dem Jahr 1809